# José Carvallo
José Aurelio Carvallo Alonso (Lima, 1º marzo 1986) è un calciatore peruviano, portiere dell'Universitario e della nazionale peruviana.

## Carriera
Si è formato nelle divisioni minori del Club Universitario de Deportes. Dopo un breve periodo negli Stati Uniti, è tornato in Perù e ha firmato per lo Sporting Cristal. Dopo non aver giocato molte partite, ha firmato con Melgar de Arequipa nel 2011. Ha trascorso due stagioni con la squadra di Arequipa. Nel dicembre 2012 ha firmato per l'Universitario de Deportes per due stagioni. La sua prima partita è stata giocata il 9 febbraio 2013 contro César Vallejo, partita che si è conclusa con una vittoria per 1-0 per l'Universitario. Carvallo è diventato il portiere principale per tutto l'anno e dopo una buona campagna è riuscito a sconfiggere il Real Garcilaso nella finale del campionato peruviano.
Nel 2014 ha giocato nel torneo nazionale e nella Coppa Libertadores. Nel 2015, nonostante il buon livello mostrato da Carvallo, l'Universitario de Deportes ha assunto Raúl Fernández, proveniente dalla MLS.

## Statistiche

### Cronologia presenze e reti in nazionale
| Cronologia completa delle presenze e delle reti in nazionale ― Perù | Cronologia completa delle presenze e delle reti in nazionale ― Perù | Cronologia completa delle presenze e delle reti in nazionale ― Perù | Cronologia completa delle presenze e delle reti in nazionale ― Perù | Cronologia completa delle presenze e delle reti in nazionale ― Perù | Cronologia completa delle presenze e delle reti in nazionale ― Perù | Cronologia completa delle presenze e delle reti in nazionale ― Perù | Cronologia completa delle presenze e delle reti in nazionale ― Perù |
| Data                                                                | Città                                                               | In casa                                                             | Risultato                                                           | Ospiti                                                              | Competizione                                                        | Reti                                                                | Note                                                                |
| ------------------------------------------------------------------- | ------------------------------------------------------------------- | ------------------------------------------------------------------- | ------------------------------------------------------------------- | ------------------------------------------------------------------- | ------------------------------------------------------------------- | ------------------------------------------------------------------- | ------------------------------------------------------------------- |
| 12-9-2007                                                           | Lima                                                                | Perù                                                                | 2 – 0                                                               | Bolivia                                                             | Amichevole                                                          | -                                                                   | 46’                                                                 |
| 12-10-2012                                                          | La Paz                                                              | Bolivia                                                             | 1 – 1                                                               | Perù                                                                | Qual. Mondiali 2014                                                 | -1                                                                  |                                                                     |
| 18-4-2013                                                           | San Francisco                                                       | Perù                                                                | 0 – 0                                                               | Messico                                                             | Amichevole                                                          | -                                                                   |                                                                     |
| 1-6-2013                                                            | Panama                                                              | Panama                                                              | 1 – 2                                                               | Perù                                                                | Amichevole                                                          | -1                                                                  |                                                                     |
| 14-6-2017                                                           | Arequipa                                                            | Perù                                                                | 3 – 1                                                               | Giamaica                                                            | Amichevole                                                          | -1                                                                  | 60’                                                                 |
| 30-5-2018                                                           | Lima                                                                | Perù                                                                | 2 – 0                                                               | Scozia                                                              | Amichevole                                                          | -                                                                   |                                                                     |
| 17-10-2018                                                          | East Hartford                                                       | Stati Uniti                                                         | 1 – 1                                                               | Perù                                                                | Amichevole                                                          | -1                                                                  |                                                                     |
| 28-9-2022                                                           | Washington                                                          | El Salvador                                                         | 1 – 4                                                               | Perù                                                                | Amichevole                                                          | -1                                                                  |                                                                     |
| Totale                                                              |                                                                     | Presenze                                                            | 8                                                                   |                                                                     | Reti                                                                | -5                                                                  |                                                                     |

## Palmarès

### Club

#### Competizioni nazionali
- Campionato peruviano: 1

Universitario de Deportes: 2013
- Torneo Apertura:1

Universitario de Deportes: 2020